# آرگونوفسکایا
آرگونوفسکایا (به لاتین: Argunovskaya) یک منطقهٔ مسکونی در روسیه است که در استان آرخانگلسک واقع شده‌است.